# Vernazza

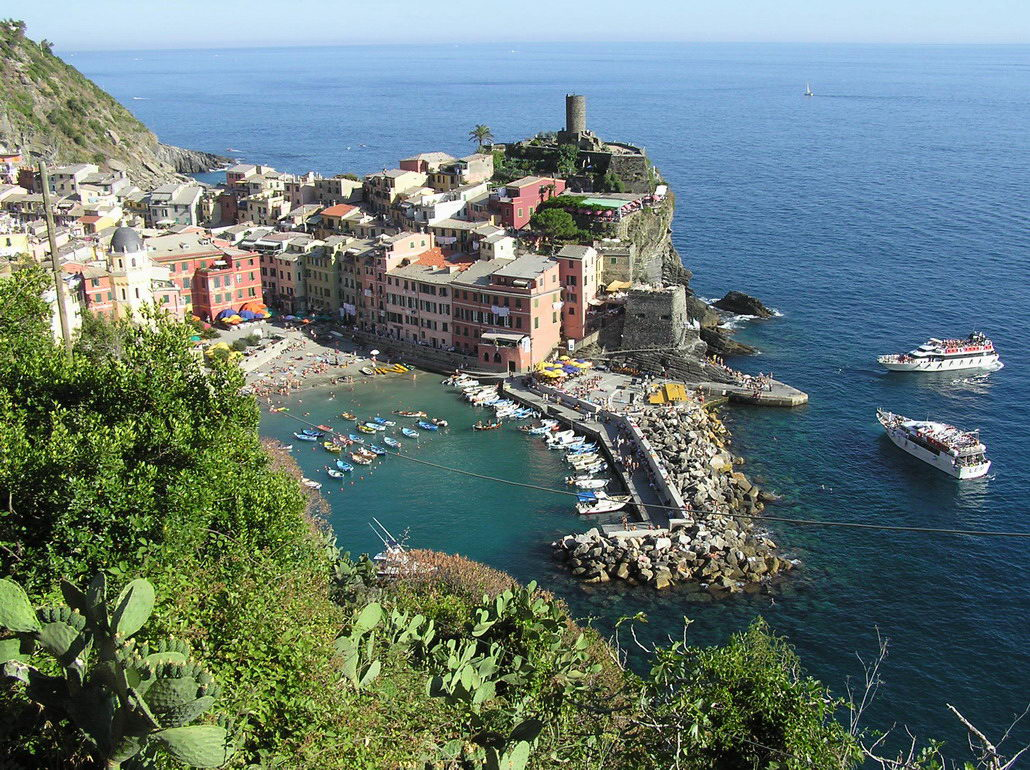
Vernazza

Vernazza – miejscowość i gmina we Włoszech, w regionie Liguria, w prowincji La Spezia.
Według danych na rok 2004 gminę zamieszkiwało 1060 osób, 88,3 os./km².